# 櫻田淳
櫻田 淳（さくらだ じゅん、1965年1月29日 - ）は、日本の政治学者。東洋学園大学教授。専門は国際政治学、安全保障。日本国際フォーラム政策委員。雪斎とも。

## 経歴
宮城県栗原市で生まれ、南部地方で育つ。青森県立八戸第一養護学校中学部（出生時以来の脳性小児麻痺で身体障害者手帳2級と認定）から青森県立八戸高等学校に進み、北海道大学法学部を卒業後、東京大学大学院法学政治学研究科修士課程を修了。
愛知和男衆議院議員の政策担当秘書、慶應義塾大学大学院法学研究科非常勤講師、東洋学園大学現代経営学部専任講師を務める。2005年9月、愛知が衆議院議員に返り咲いたため政策担当秘書に復帰し、東洋学園大学兼任講師となった。2007年4月、政策担当秘書を辞し東洋学園大学准教授、2011年4月より同教授。
1996年、論文「日本の戦後と国家論の不在」により、第1回読売論壇新人賞・最優秀賞受賞。以降、雑誌『中央公論』などを中心にして現実主義の立場から論陣を張る。2001年、第1回正論新風賞受賞。雑誌『諸君！』や『正論』にも頻繁に寄稿していた。
2022年5月、ロシアのウクライナ侵攻に伴うロシア政府による日本への報復措置（ロシア連邦への日本政府の政策に対する報復措置に関してのロシア外務省声明）によって、ロシア連邦への入国を恒久的に禁止された。

## 主張

### 外交
9・11事件以降、保守論壇のなかの反米論を「観念主義」と呼び、2002年9月17日の小泉純一郎内閣総理大臣の北朝鮮訪問以降に保守論壇内で浮上した対北強硬論や核武装論などのタカ派的主張を批判した。また、安倍晋三政権の保守イデオロギーを鮮明にした政策にも懐疑的・批判的な態度を示した。山崎正和・五百旗頭眞・岡崎久彦など親米現実主義者の系譜にあることを自負し、ジョセフ・ナイに倣ってタカ派でもハト派でもない、外交を重視する「フクロウ派」を自認している。近時もメディアやブログなどで、一部の保守論壇や保守論客への批判を続けている。日本については、かつて長谷川如是閑が指摘した「職人の国」という視点を重視せよと唱えている。

### 福祉
出生時に患った脳性小児麻痺による重度身体障害を抱える。従来の社会福祉を「障害者を隔離するだけのもの」と批判。さらに「入試や論文執筆の際、たとえ答えが分かっていて文章能力があっても、体が不自由なため十分なものが書けなかった。自分には能力があってもそれを十分に生かせる社会ではない」として、福祉政策の再考とバリアフリー社会の推進を主張した。
また、乙武洋匡著『五体不満足』が巻き起こしたブームを批判し、論文「「五体不満足」を巡る奇妙な論理」を著した。本人は、「障害者という立場に寄りかかった活動」を批判したこともあり、福祉を題材にした言論を封印することを表明し、以降は雑誌媒体では福祉について論じていない。

## 著書

### 単著
- 『「福祉」の呪縛――自助努力支援型政策の構想』（日本経済新聞社、1997年）
- 『国家への意志』（中央公論新社〈中公叢書〉、2000年）
- 『「弱者救済」の幻影――福祉に構造改革を』（春秋社、2002年）
- 『奔流の中の国家』（勁草書房、2002年）
- 『国家の役割とは何か』（筑摩書房〈ちくま新書〉、2004年）
- 『漢書に学ぶ「正しい戦争」』（朝日新聞出版〈朝日新書〉、2008年）
- 『「常識」としての保守主義』（新潮社〈新潮新書〉、2012年）

### 共著・編著
- （小浜逸郎）『「弱者」という呪縛』（PHP研究所、2001年）
- 『リベラルからの反撃――アジア・靖国・9条』（論座編集部編、朝日新聞出版〈朝日選書〉、2006年）

## 論文
- 「北朝鮮を『自滅』や『暴発』に追い込まないために―〈対朝戦略で求められる日本の『現実主義思考』〉」『中央公論』（2002年12月号）
- 「『日本核武装』は安全保障論議の徒花である―〈『トマホーク・ミサイル』導入こそ急務だ〉」『中央公論』（2003年6月号）
- 「対米『説得力』の確保を国家目標とせよ―『普通の国』は必要条件にすぎない」『中央公論』（2004年5月号）
- 「自衛隊は『共感を呼ぶ軍隊』である―海外活動で培った住民との信頼関係」『中央公論』（2004年11月号）
- 「北朝鮮制裁論の愚―『暴朝膺懲』の錯誤に陥らないために」『論座』（2005年5月号）
- 「リベラルの責任―『普通の国』になればまた出番がやってくる」『論座』（2005年7月号）
- 「自民党の〈変貌〉と保守・右翼層の〈分裂〉」『論座』（2006年1月号）
- 「今こそ対中デタントに舵を切れ」『中央公論』（2006年5月号）
- 「対中関係という『抵当』は解除できるのか―『時代に招かれた宰相』の条件」『論座』（2006年10月号）
- 「安倍外交は『フクロウ』の道を歩め」『中央公論』（2007年2月号）
- 「『核・ミサイル』と『拉致』、『二兎を追う』戦略の隘路」『論座』（2007年5月号）
- 「民主党は消費税選挙後の社会党の轍を踏むか」『中央公論』（2007年9月号）
- 「日本核武装論、退場のとき」『中央公論』（2009年7月号）
- 「日米同盟における『可測性』の本質―戦争の『遺産』を踏まえて」『環』（2010年春号）
- 「今こそ『平和の代償』を再読する時」『中央公論』（2010年9月号）
- 「近代日本と沖縄の『位置』」『環』（2010年秋号）